# Tomíkovice
Tomíkovice (něm. Domsdorf) jsou osadou obce Žulová. Nacházejí se 2 km severně od Žulové podél silnice do Vidnavy, na dolním toku Skorošického potoka před ústím do Vidnávky.

## Historie
Tomíkovice jsou poprvé připomínány roku 1291 v pramenu vztahujícímu se k letům 1266-1268. Vznikly v průběhu tehdejší kolonizace Jesenicka vratislavskými biskupy a jsou pojmenovány zřejmě po svém lokátorovi jménem Tomáš neboli Tomík. Latinské (Dominici villa) a německé (Dominiksdorf, Domsdorf) jméno zřejmě nejsou původní. V místech Tomíkovic je k roku 1284 zmíněna i ves Hlinná (Glinna), která s Tomíkovicemi zřejmě později splynula.
V 14. století Tomíkovice - jako řada jiných vsí v okolí - zpustly a byly obnoveny až při nové kolonizaci biskupského panství kolem roku 1576. Většina vsi zůstala v majetku vratislavského biskupství. Zdejší fojtství (šoltézství) bylo roku 1671 povýšeno na rytířské, a tvořilo tedy samostatný statek, ale zůstalo oproti okolním vsím vcelku malé a střídalo často majitele až do roku 1733, kdy je získal klášter sv. Maří Magdalény v Nise. Tomu fojtství patřilo do roku 1807, kdy je klášter pro obtížnou správu přes rakousko-pruské hranice prodal Johannu Nepomuku Oehlovi. V letech 1844-1890 patřily rodině Latzelů, která v té době skoupila řadu velkostatků v okolí, mj. ve Skorošicích. V roce 1794 byla založena zdejší škola (zrušena roku 1976).
Kromě zemědělství se ve vsi uplatňovalo domácké přadláctví, jež však již v polovině 19. století hledalo obtížně odbyt. Josef Latzel zde založil roku 1848 přadláckou školu, která měla pomoci zlepšit kvalitu a výkonnost tohoto tradičního odvětví. Rozvojem kamenictví v regionu okolo Žulové se Tomíkovic dotkl spíše okrajově (žulové lomy na Kaní hoře), specialitou obce se ale stalo povoznictví - přeprava dřeva, vápna i kamene pro stavební a průmyslové účely. Tímto zaměstnáním lze rovněž vysvětlit rozšíření dělnického hnutí mezi obyvateli, jež vyvrcholilo vítězstvím Komunistické strany Československa ve volbách roku 1929. Poté však i zde převládla strana sudetoněmecká, Tomíkovice byly po Mnichovské dohodě připojeny k Německu a jejich vesměs německé obyvatelstvo bylo po roce 1945 odsunuto.
V poválečné době zbyla jako jediná hospodářská aktivita ve vsi zemědělství. Fojtský velkostatek převzal roku 1949 státní statek Žulová a postupně k němu připojil i půdu ostatních zemědělců ve vsi. Roku 1980 bylo obhospodařování zdejší zemědělské půdy předáno jednotnému zemědělskému družstvu v Bernarticích.
Tomíkovice byly od konce patrimoniální správy roku 1850 samostatnou obcí až do roku 1960, kdy byly připojeny ke Skorošicím. Spolu se Skorošicemi se staly od 1. ledna 1976 součástí Žulové. Skorošice se od ní roku 1990 opět osamostatnily, ale Tomíkovice u Žulové zůstaly.
K Tomíkovicím patří rovněž malá osada Žlíbek (něm. Schlippengrund nebo jen Schlippe), vzniklá koncem 18. století u Schlippeho mlýna na Vidnavce. Začátkem 19. století v ní bylo pět domů.

### Vývoj počtu obyvatel
Počet obyvatel Tomíkovic podle sčítání nebo jiných úředních záznamů:
| Rok            | 1836 | 1869 | 1880 | 1890 | 1900 | 1910 | 1921 | 1930 | 1939 | 1947 | 1950 | 1961 | 1970 | 1980 | 1991 | 2001 |
| -------------- | ---- | ---- | ---- | ---- | ---- | ---- | ---- | ---- | ---- | ---- | ---- | ---- | ---- | ---- | ---- | ---- |
| Počet obyvatel | 604  | 665  | 640  | 605  | 642  | 614  | 652  | 708  | 749  | 349  | 302  | 352  | 314  | 263  | 233  | 246  |

1. ↑  z toho: Tomíkovice 644, Žlíbek 64
2. ↑  z toho: 6 Čechoslováků, 696 Němců; 706 řím. kat., 1 bez vyzn.
3. ↑  z toho: Tomíkovice 236, Žlíbek 10

V Tomíkovicích je evidováno 84 adres : 76 čísel popisných (trvalé objekty) a 8 čísel evidenčních (dočasné či rekreační objekty). Při sčítání lidu roku 2001 zde bylo napočteno 70 domů, z toho 62 trvale obydlených.

## Osobnosti
- Ignaz Gulz (1814–1874), oftalmolog

## Zajímavosti
- dvojí Boží muka: vpravo od polní cesty a na křižovatce silnice na Bukovou a polní cesty na Annín (kulturní památky)
- přírodní památka Skalka pod Kaní horou - ukázka žokovitého větrání granodioritu

## Fotogalerie

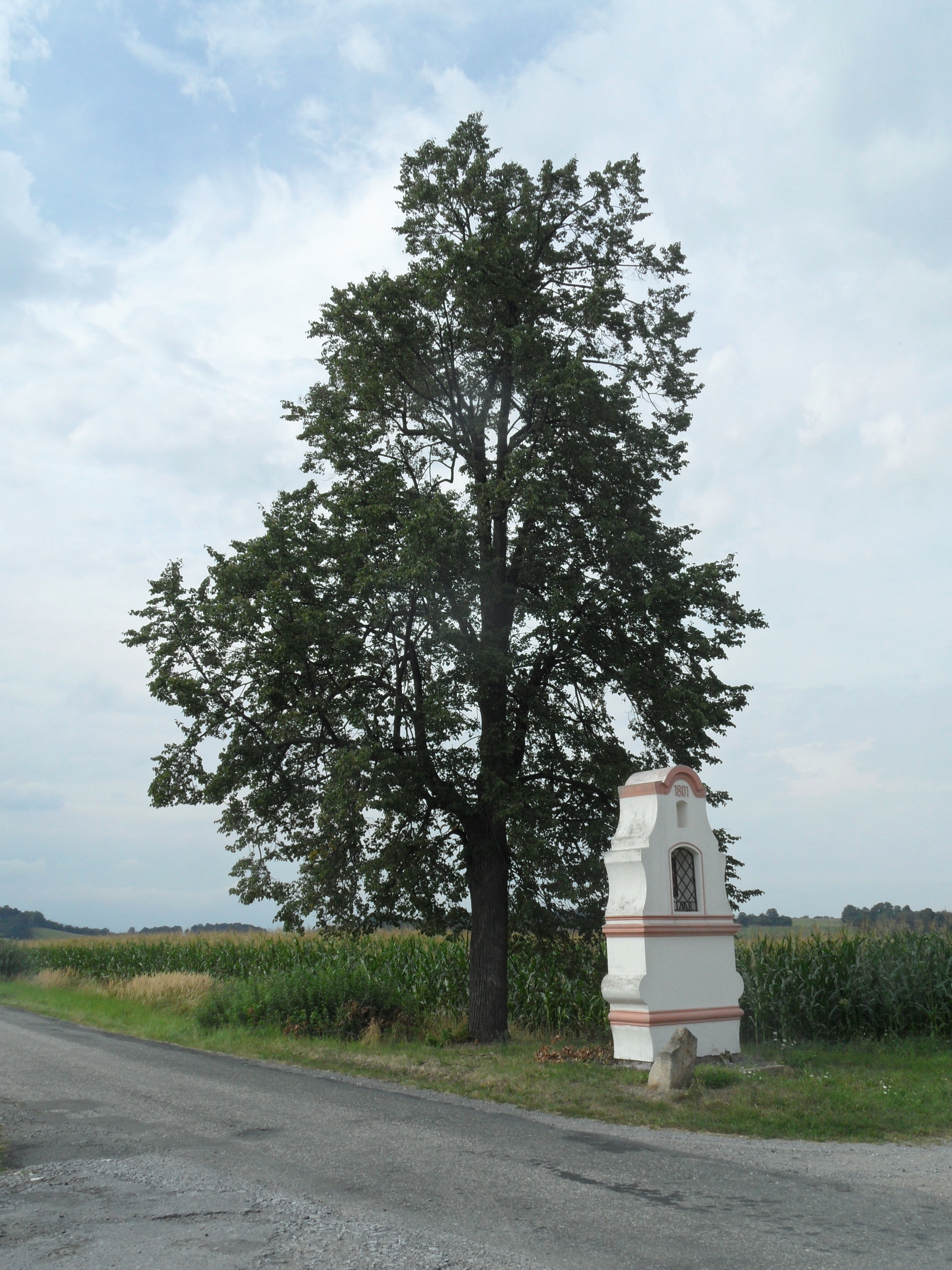
Boží muka u křižovatky
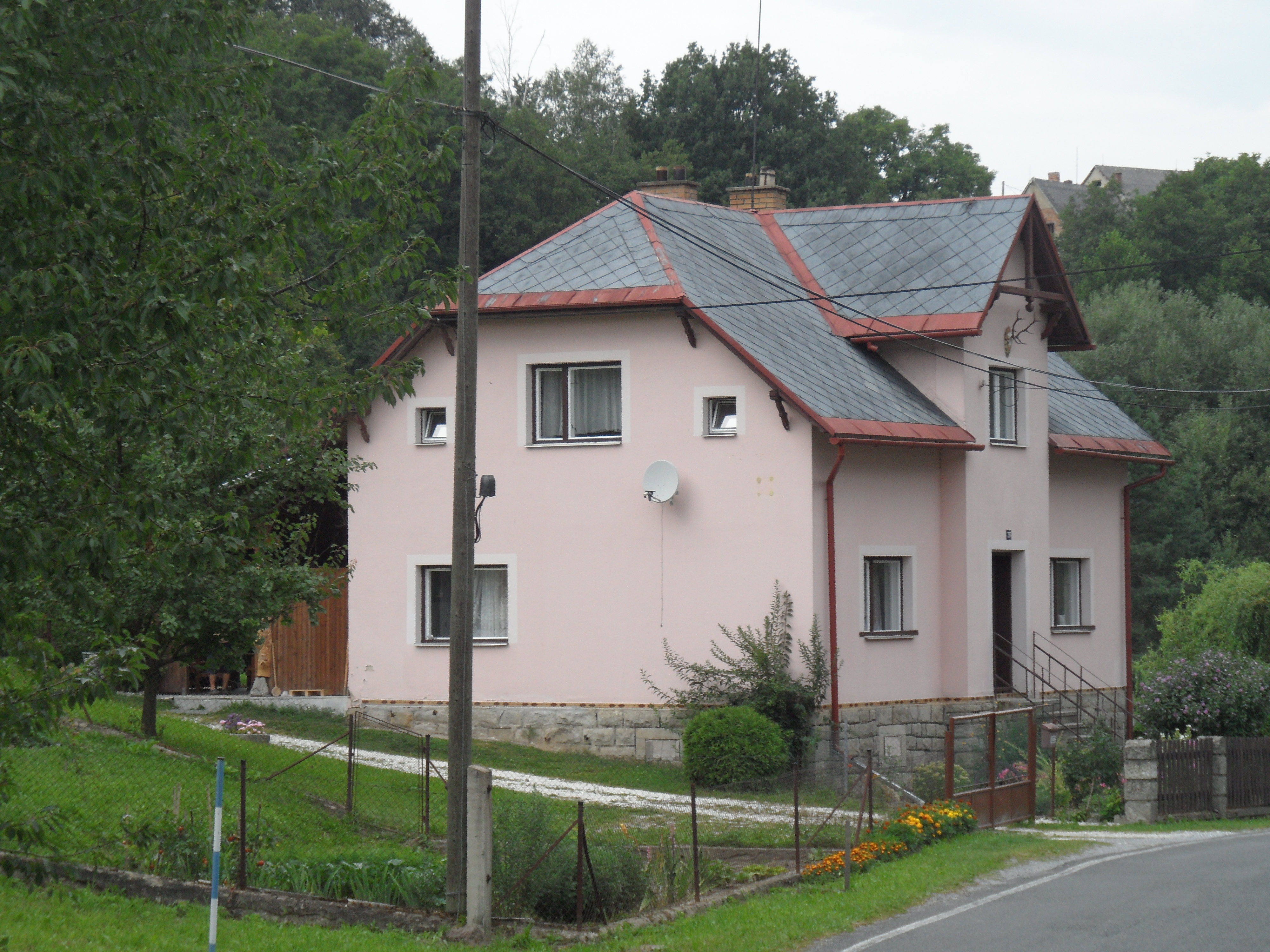
Rodinný dům
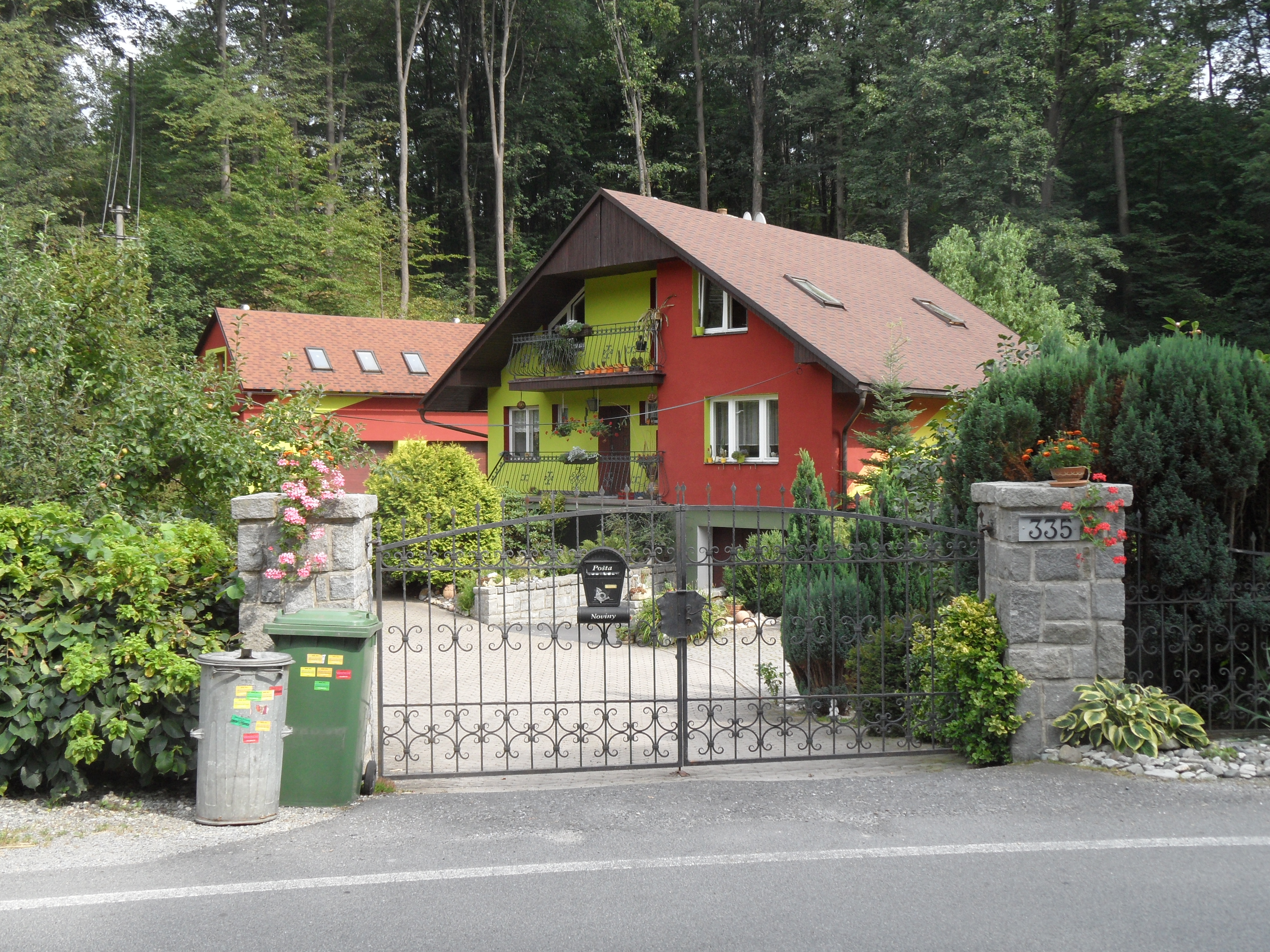
Dům se zahradou
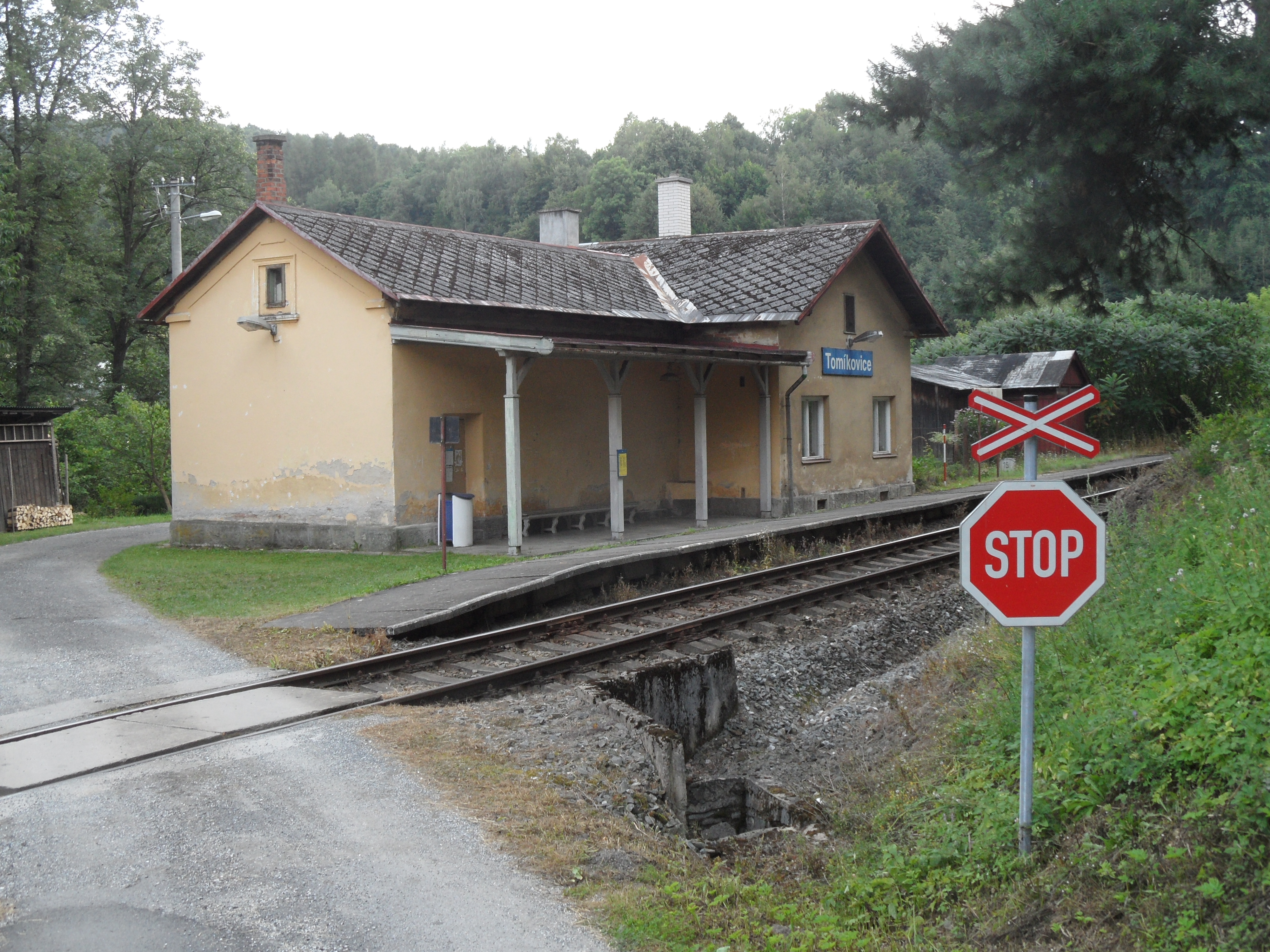
Železniční zastávka a přejezd